# Уоллер (сериал)
«Уо́ллер» (англ. Waller) — будущий американский супергеройский телесериал, основанный на персонаже DC Comics Аманде Уоллер. Второй сериал в медиафраншизе «Вселенная DC» (DCU) и спин-офф фильма «Отряд самоубийц: Миссия навылет» (2021) и сериала «Миротворец» (с 2022), входящих во франшизу «Расширенная вселенная DC» (DCEU), разработанный компанией DC Studios. Сюжет развернётся после событий первого сезона «Миротворца» и продолжит историю Аманды Уоллер и «Команды Миротворца». Кристал Генри разработала сериал и выступила шоураннером совместно с Джереми Карвером.
Виола Дэвис возвращается к роли Уоллер, исполненной ей в фильмах DCEU, в том числе в «Миссии навылет» и «Миротворце», также в проекте снимется Стив Эйджи. Генри приступила к работе к маю 2022 года, а в октябре сценарист и режиссёр «Миссии навылет» и «Миротворца» Джеймс Ганн и продюсер Питер Сафран стали директорами DC Studios. В январе 2023 года они подтвердили, что проект станет частью новой вселенной DCU, и к тому времени Карвер присоединился к проекту.
Премьера сериала «Уоллер» состоится на стриминговом сервисе Max в 2024 году. Проект станет частью первой главы DCU под названием «Боги и монстры».

## Актёры и персонажи
- Виола Дэвис — Аманда Уоллер: директор правительственной организации А.Р.Г.У.С.[англ.] и руководитель программы «Отряд X»[1].
- Стив Эйджи[англ.] — Джон Экономос: агент А.Р.Г.У.С.а и помощник Уоллер[2].

## Производство

### Предыстория
В октябре 2018 года Джеймс Ганн был нанят режиссёром фильма «Отряд самоубийц: Миссия навылет» (2021), самостоятельного сиквела фильма Расширенной вселенной DC (DCEU) «Отряд самоубийц» (2016), в котором вернулись некоторые актёры из оригинала, но была рассказана новая история. Он работал в сотрудничестве с продюсером Питером Сафраном, который ранее продюсировал фильмы DCEU «Аквамен» (2018) и «Шазам!» (2019). Позднее они создали для стримингового сервиса HBO Max сериал «Миротворец» (2022), спин-офф «Миссии навылет». В апреле 2022 года Discovery, Inc. и материнская компания Warner Bros. WarnerMedia слились воедино, образовав Warner Bros. Discovery, главой которой стал Дэвид Заслав. Новая компания собиралась перестроить DC Entertainment, и Заслав начал поиски человека, похожего на президента Marvel Studios Кевина Файги, который занял бы пост главы новой дочерней компании. В конце октября 2022 года Ганн и Сафран были назначены сопредседателями и главами новообразованной компании DC Studios. Через неделю после вступления в должности они совместно с командой сценаристов начали работу над многолетним планом новой франшизы, получившей название «Вселенная DC» (DCU) и представляющей собой «мягкую перезагрузку» DCEU. По словам Ганна и Сафрана, в DCU вернутся некоторые актёры из «Миссии навылет» и «Миротворца», а у персонажей останутся воспоминания о событиях проектов.

### Разработка
В январе 2021 года, ещё до премьеры «Миссии навылет», Ганн заявил о том, что помимо «Миротворца» он планирует создать ещё несколько телевизионных спин-оффов к фильму, а спустя месяц президент DC Films Уолтер Хамада сказал, что они с Ганном планируют создание большего числа проектов. В мае 2022 года было объявлено, что сюжет сериала расскажет об Аманде Уоллер, а Кристал Генри выступит сценаристом и исполнительным продюсером наряду с Ганном и Сафраном. 31 января 2023 года Ганн и Сафран раскрыли подробности первых проектов расписания своей DCU, которая начинается с первой главы, получившей название «Боги и монстры». «Уоллер» стал вторым проектом в расписании, и Ганн назвал его продолжением «Миротворца», поскольку второй сезон последнего был отложен из-за занятости Ганна работой над расписанием киновселенной. Генри стала одним из сценаристов, участвовавших в создании плана DCU, и получила должность сошоураннера сериала наряду с Джереми Карвером. Планируется, что сериал выйдет в качестве «аперитива» DCU до фильма «Супермен», премьера которого запланирована на 11 июля 2025 года.

### Сценарий
Сериал затронет появление Уоллер в финальном эпизоде первого сезона «Миротворца», в котором её дочь Леота Адебайо обнародовала информацию о том, что она является директором организации А.Р.Г.У.С. и руководителем программы «Отряд X» (она же Отряд самоубийц). Помимо Уоллер, вернётся также и «команда Миротворца».

### Подбор актёров
К маю 2022 года, когда было объявлено, что сюжет сосредоточится на Аманде Уоллер, Виола Дэвис вела переговоры по поводу получения должности исполнительного продюсера и исполнителя главной роли, вновь воплощая своего персонажа из DCEU. Объявляя расписание DCU, Ганн подтвердил, что Дэвис вернётся к роли в проектах DCU, в том числе и в «Уоллер». В апреле 2023 года Ганн сообщил о возвращении Стива Эйджи к роли Джона Экономоса, исполненной им в «Миссии навылет» и «Миротворце».

## Премьера
Премьера сериала «Уоллер» состоится на стриминговом сервисе Max, преемнике HBO Max, в 2024 году. Проект станет частью первой главы DCU «Боги и монстры».